# Apor Elemér
Kapor Elemér (írói álneve: Apor Elemér) (Rimaszombat, 1907. március 19. – Eger, 2000. január 8.) költő, újságíró, író, lapszerkesztő.

## Életpályája
Az egri ciszterci gimnáziumban Barankovics István osztálytársa volt (1917–1925). Érettségi után az Egri Jogakadémiára jelentkezett. 1929-től az Eger című politikai napilap munkatársa, 1933–1944 között felelős szerkesztője volt. 1931-ben végzett a Szegedi Tudományegyetem államtudományok szakán. A II. világháborúban (1944) a Szovjetunióban volt hadifogoly. Hazatérése után bíróság elé állították; koholt vádak alapján egy évre internálták; az egri várban raboskodott. 1946–1956 között segédmunkás, pénzbeszedő, adminisztrátor volt. 1956-ban a forradalom alatti tevékenysége miatt elbocsátották. 1958–1968 között könyvelő, előadó, anyaggazdálkodó volt. 1968–ban nyugdíjba vonult.
A Hatvani temetőben nyugszik.

## Művei
- Mindenki nagynak születik (versek, 1935)
- Mindenütt téged kereslek (versek, 1988)
- Kisváros a felhők felett (helytörténeti írások, Eger, 1988)
- Feje fölött a pallos árnyéka. Dobó István regényes életrajza (regény, Miskolc, 1992, 1997)
- Pont a semmi falán (összegyűjtött versek, Miskolc, 1996)
- A csoda avagy a hangok története (tanulmányok, Eger, 1997)

## Díjai
- Eger díszpolgára (1991)
- A Magyar Köztársasági Arany Érdemkereszt (1992)

## Emlékezete
- 2008-ban Eger utcát nevezett el róla.